# Xenochrophis cerasogaster
Espèce
Synonymes
- Psammophis cerasogaster Cantor, 1839
- Amphiesma schistaceum Jan, 1865

Xenochrophis cerasogaster est une espèce de serpents de la famille des Natricidae. 

## Répartition
Cette espèce se rencontre :
- au Pakistan ;
- en Inde dans les États d'Assam et d'Uttar Pradesh ;
- au Népal ;
- au Bangladesh ;
- en Malaisie péninsulaire.

## Publication originale
- Cantor, 1839 : Spicilegium Serpentium Indicorum. part 1 Proceedings of the Zoological Society of London, vol. 1839, p. 31-34 (texte intégral).